# Fiat Aviazione

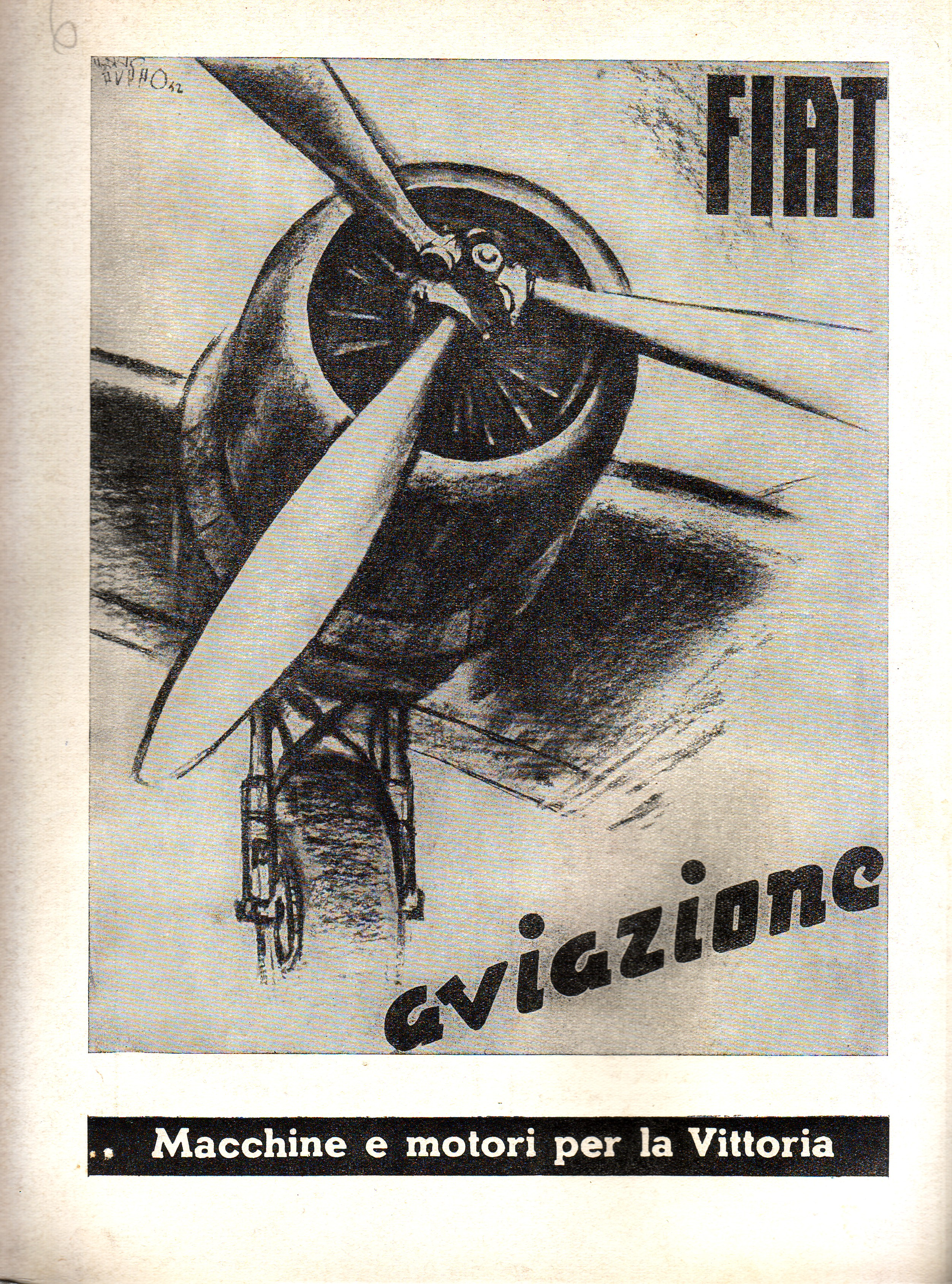
Publicité août 1942

Fiat Aviazione était la filiale du groupe Fiat spécialisée dans le secteur aéronautique.

## Histoire
La division Fiat Aviazione a été créée en 1918 pour faire suite à la Società Italiana Aviazione, société du groupe Fiat créée en 1916 et dont les productions avaient fait leurs preuves durant la Première Guerre mondiale. Le premier moteur d'avion conçu et fabriqué en grande série par Fiat sera le modèle Fiat A.10 qui sera produit à plus de 1 000 exemplaires. Ce moteur équipera durant les années 1914 et 1915 de très nombreux avions militaires et notamment les Farman ainsi que les bombardiers trimoteurs Caproni.
La production d'avions complets, déjà lancée avec la série SIA SP, sera développée durant les années d'après-guerre sous la direction de l'ingénieur Celestino Rosatelli, qui sera recruté par Fiat Aviazione dès sa création en 1918. Pendant une quinzaine d'années, Rosatelli signera les nombreux et réputés avions de chasse et bombardiers des séries CR et BR grâce aux moteurs de très haute technicité et fiabilité construits par Fiat. 
Les avions Fiat remporteront nombre de records mondiaux : de puissance avec l’A.14 de 700 ch produit entre 1917 et 1919, de vitesse avec le record de 300 km/h atteints avec le R.700 en 1921, ainsi qu'avec le moteur AS.2 qui, monté sur l’Idromacchi M.20, bat le record de vitesse sur hydravion et remporta la prestigieuse Coupe Schneider en Amérique en 1926. Un autre record de vitesse sera battu par Francesco Agello en 1934 avec le moteur Fiat AS.6 développant 3 100 ch.
Après la Seconde Guerre mondiale, Fiat Aviazione intègre plusieurs petits constructeurs italiens d'avions comme Fabbrica Ing Aeroplani. O. Pomilio et Ansaldo. 
Les avions les plus célèbres ont été les avions biplans de chasse Fiat des années 1930, le Fiat CR.32 et le  Fiat CR.42. D'autres ont été très appréciés comme les avions de chasse Fiat CR.20, Fiat G.50, G.55 et un bombardier, le Fiat BR.20. 
En 1931, le professeur Valletta, alors directeur général du groupe Fiat, recrute un jeune ingénieur, Giuseppe Gabrielli, pour diriger le bureau d'études de la division Fiat Aviazione. En 1934 le rachat de la société CMASA permettra à Fiat Aviazione de devenir un acteur de poids dans le secteur des hydravions. Le génie de cet ingénieur permettra à Fiat Aviazione de se porter et de rester pendant 30 ans aux avant-postes dans le monde de l'aviation. Gabrielli concevra d'abord le Fiat G.2, un avion de transport de personnes doté de six places plus le pilote, destiné avant tout à équiper la flotte de la compagnie Aviolinee Italiane, une filiale de Fiat. L'appareil sera très demandé par les autres compagnies et protégé par six brevets.
Au début des années 1950, Fiat Aviazione profita de la reprise de l'activité économique mondiale, après la fin de la Seconde Guerre mondiale, qui verra le début des commandes de matériel italien par les forces armées américaines. Fiat Aviazione participera à la conception du North American F-86 Sabre et sera le seul constructeur en Europe à le produire pour les différentes armées de l'OTAN. Depuis lors, Fiat Aviazione deviendra le principal associé de General Electric et Pratt & Whitney pour la production de composants et de sous-ensembles. En 1954, Fiat Aviazione participa à l'appel d'offres international lancé par l'OTAN pour la fourniture d'un avion de chasse tactique. C'est le projet italien, le Fiat G.91, qui sera retenu et 3 prototypes seront livrés l'année suivante. Le Fiat G.91 fut déclaré l'avion de chasse standard de l'OTAN pour l'Europe. Plus de 700 exemplaires ont été fabriqués et exportés pour équiper toutes les armées de l'OTAN en Europe.
En 1969, les groupes Fiat et Finmeccanica procèdent à la fusion de leurs branches aéronautiques respectives, Fiat Aviazione et Aerfer pour créer Aeritalia, qui deviendra Alenia Aeronautica en 1990. Les activités de conception et production de moteurs d'avions et transmissions pour hélicoptères restent au sein de Fiat Aviazione qui comptait, en 1976, 3 700 salariés et 2 centres de production à Turin et Brindisi.
En 1989, la raison sociale de la société devient Fiat Avio. L’entreprise participera, dans le domaine militaire, à la motorisation des avions de chasse européen Tornado ainsi qu'à l’avion à décollage vertical Harrier, et au niveau civil aux Boeing et Airbus, mais aussi et surtout, dans le secteur spatial, sera responsable des unités de propulsion des fusées Ariane. En 2003, le groupe Fiat se sépare définitivement de sa filiale qui devient Avio.

## Avions Fiat

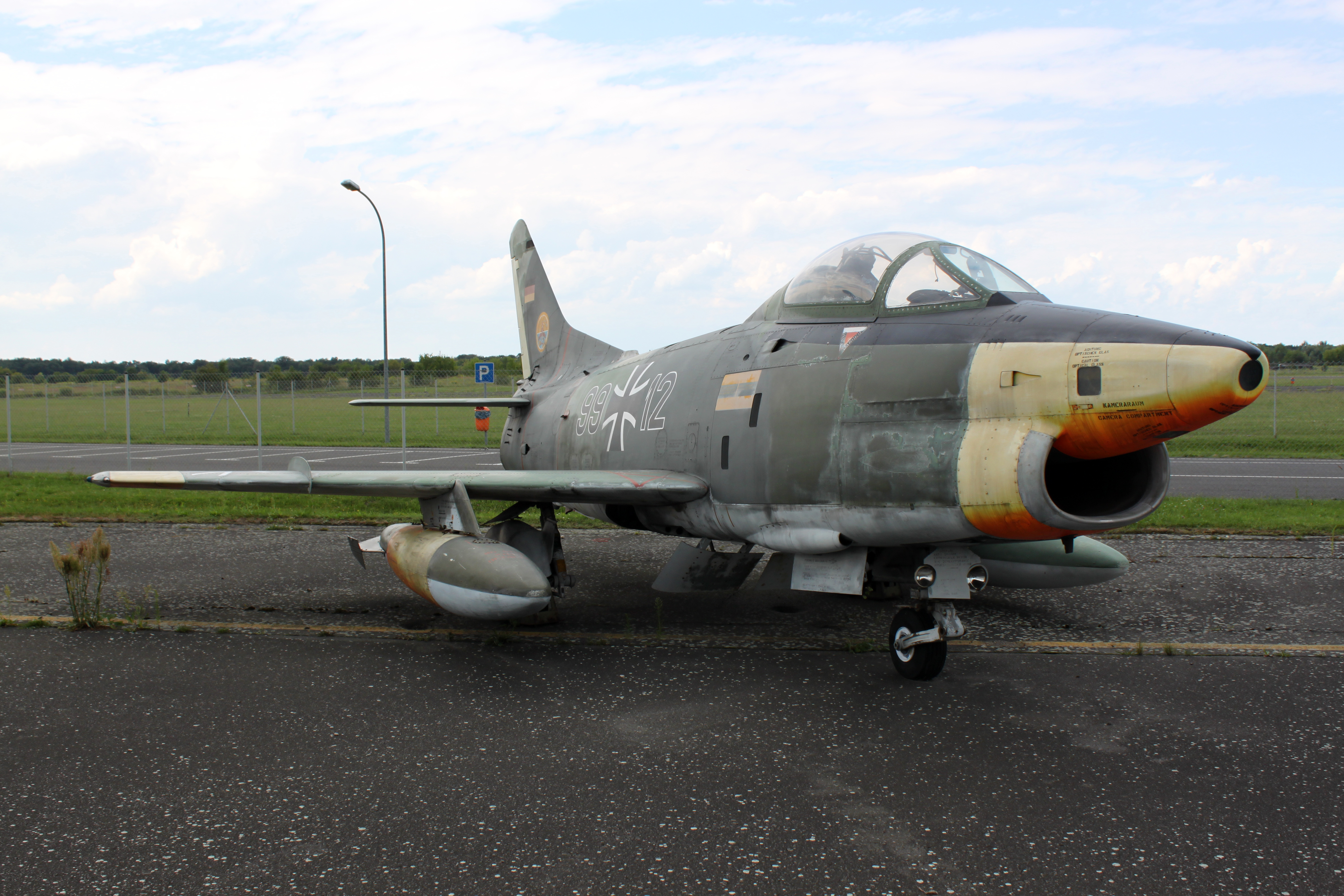
Fiat G.91 R3

Séries Giuseppe Gabrielli

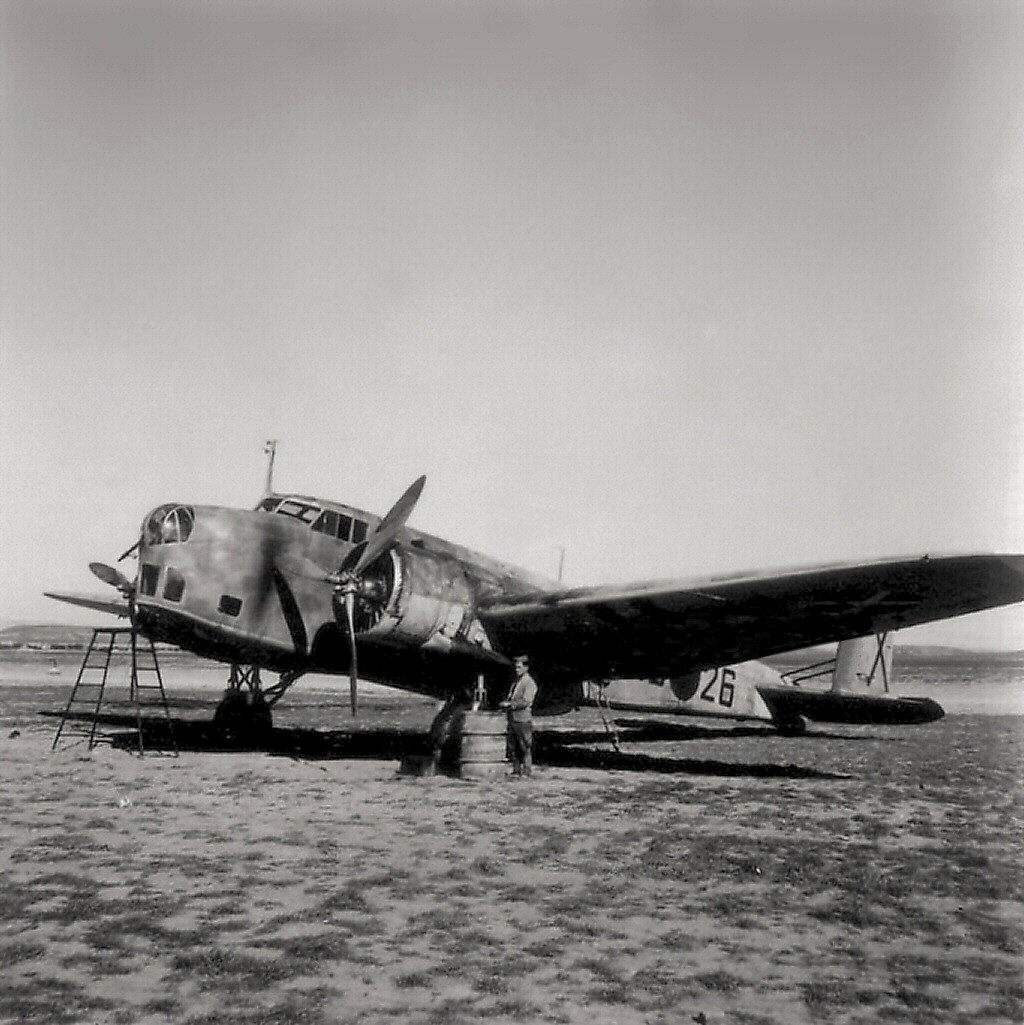
FIAT BR.20

- Fiat G.2
- Fiat G.5
- Fiat G.8
- Fiat G.12
- Fiat G.18
- Fiat G.46
- Fiat G.49
- Fiat G.50 Freccia
- Fiat G.55/56
- Fiat G.59
- Fiat G.61
- Fiat G.80
- Fiat G.82
- Fiat G.91
- Aeritalia G.91Y
- Fiat G.95
- Fiat G.212
- Fiat G.222

Bombardiers Celestino Rosatelli

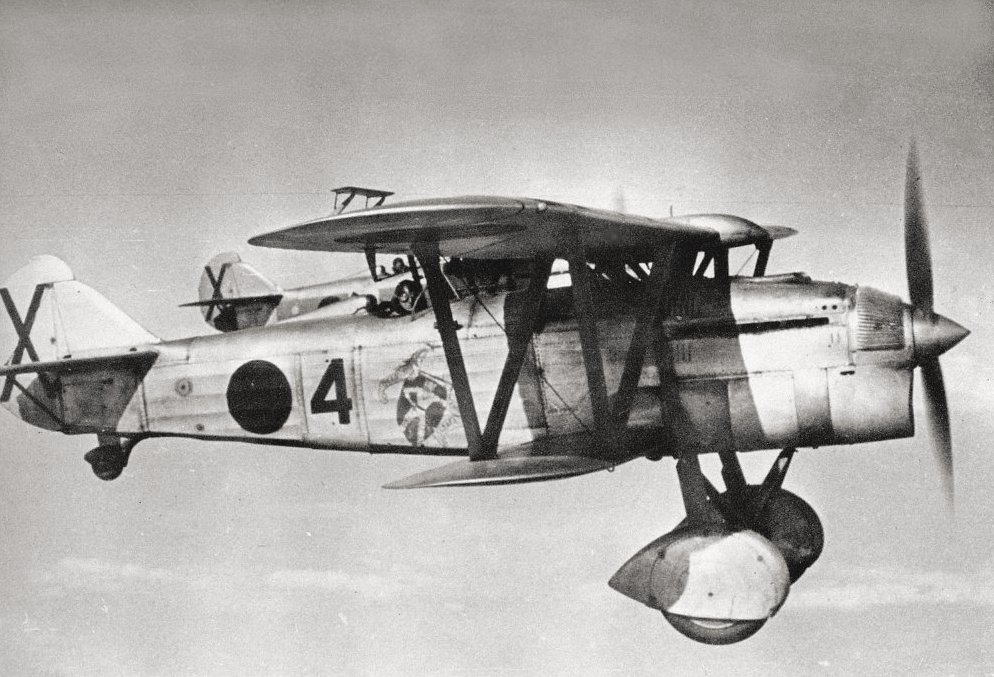
Fiat C.R.32

- Fiat BR
- Fiat BR.1
- Fiat BR.2
- Fiat BR.3
- Fiat BR.4
- Fiat BR.20
- Fiat BRG

Avions Celestino Rosatelli
- Fiat CR.1
- Fiat CR.20
- Fiat CR.25
- Fiat CR.30
- Fiat CR.32
- Fiat CR.33
- Fiat CR.40
- Fiat CR.41
- Fiat CR.42
- Fiat R.2
- Fiat R.22
- Fiat-Ansaldo A.120
- Fiat-Ansaldo AS.1
- Fiat-Ansaldo AS.2
- Fiat-Ansaldo TR.1
- Fiat CANSA FC.12
- Fiat CANSA FC.20
- Fiat RS.14
- Fiat MF.4
- FIAT C.29

Hélicoptères
- Fiat 7002

## Moteurs d'avion Fiat
Séries Moteurs à pistons
- Fiat SA.8/75
- Fiat S.55
- Fiat A.10
- Fiat A.12
- Fiat A.14
- Fiat A.15
- Fiat A.18
- Fiat A.20
- Fiat A.22
- Fiat A.24
- Fiat A.25
- Fiat A.30
- Fiat AS.2 Trophée Schneider 1926
- Fiat AS.3
- Fiat AS.5 Trophée Schneider 1929
- Fiat AS.6 Trophée Schneider 1931

Moteurs diesel
- Fiat AN.1

Moteurs en étoile
- Fiat A.50
- Fiat A.53
- Fiat A.54
- Fiat A.55
- Fiat A.58
- Fiat A.59
- Fiat A.60
- Fiat A.70
- Fiat A.74
- Fiat A.76
- Fiat A.78
- Fiat A.80
- Fiat A.82

Turbines
- Fiat 4002
- Fiat 4004
- Fiat 4301
- Fiat 4700